# Kenton Vale
Kenton Vale és una població dels Estats Units a l'estat de Kentucky. Segons el cens del 2000 tenia 156 habitants.

## Demografia
Segons el cens del 2000, Kenton Vale tenia 156 habitants, 57 habitatges, i 44 famílies. La densitat de població era de 1.003,9 habitants/km².
Dels 57 habitatges en un 28,1% hi vivien nens de menys de 18 anys, en un 70,2% hi vivien parelles casades, en un 7% dones solteres, i en un 21,1% no eren unitats familiars. En el 17,5% dels habitatges hi vivien persones soles el 5,3% de les quals corresponia a persones de 65 anys o més que vivien soles. El nombre mitjà de persones vivint en cada habitatge era de 2,74 i el nombre mitjà de persones que vivien en cada família era de 3,13.
Per edats la població es repartia de la següent manera: un 23,1% tenia menys de 18 anys, un 9% entre 18 i 24, un 29,5% entre 25 i 44, un 23,7% de 45 a 60 i un 14,7% 65 anys o més.
L'edat mediana era de 38 anys. Per cada 100 dones de 18 o més anys hi havia 93,5 homes.
La renda mediana per habitatge era de 43.750 $ i la renda mediana per família de 50.625 $. Els homes tenien una renda mediana de 30.625 $ mentre que les dones 23.125 $. La renda per capita de la població era de 19.540 $. Entorn de l'1,9% de les famílies i el 3,1% de la població estaven per davall del llindar de pobresa.

## Poblacions més properes
El següent diagrama mostra les poblacions més properes.